# Andrònic V Paleòleg
Andrònic V Paleòleg (en llatí: Andronicus V Palaeologus, en grec: Ανδρόνικος Ε' Παλαιολόγος) (Tessalònica vers 1400-1407) fou coemperador romà d'Orient amb el seu pare, Joan VII Paleòleg.
Fou l'únic fill conegut de Joan VII nascut d'Irene Gattiluso, filla de Francesc II Gattiluso. Quan Andrònic va néixer, Joan VII era regent de l'imperi, en substitució del seu oncle Manuel II Paleòleg, mentre aquest era de viatge a Occident. Probablement fou proclamat coemperador quan el seu pare es va establir a Tessalònica, el 1403 o 1404. Va morir abans que el seu pare, el 1407. Tant Joan VII com Andrònic eren quasi emperadors honoraris, que va voler assegurar la successió quan Joan VII fou emperador amb plens poders a Constantinoble el 1390 i del 1399 al 1403.